# Terenzio Mamiani

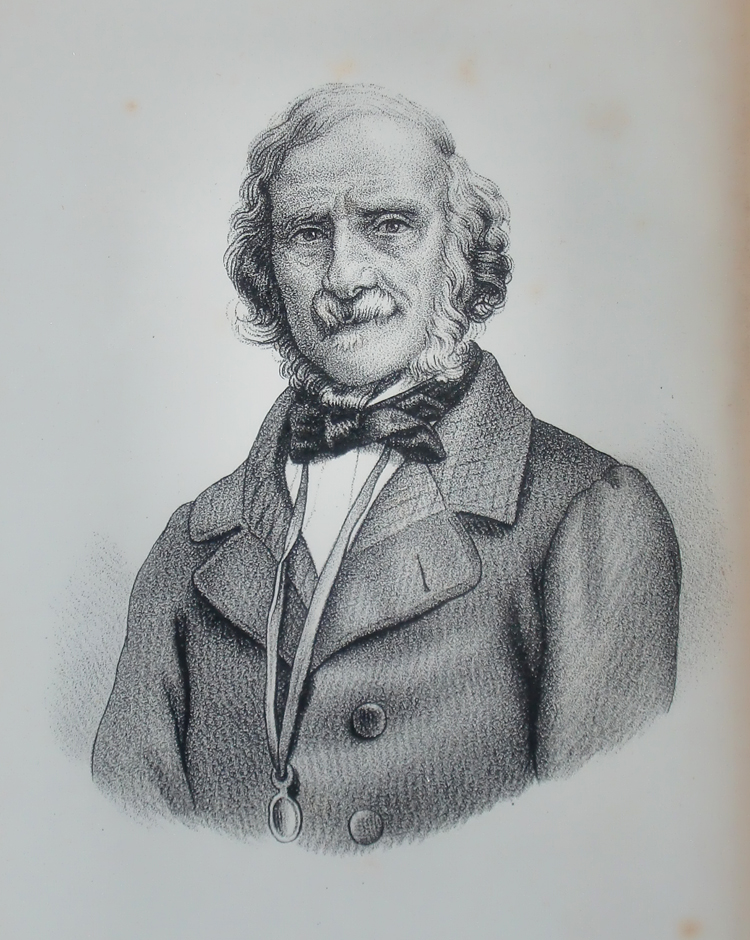
Terenzio Mamiani

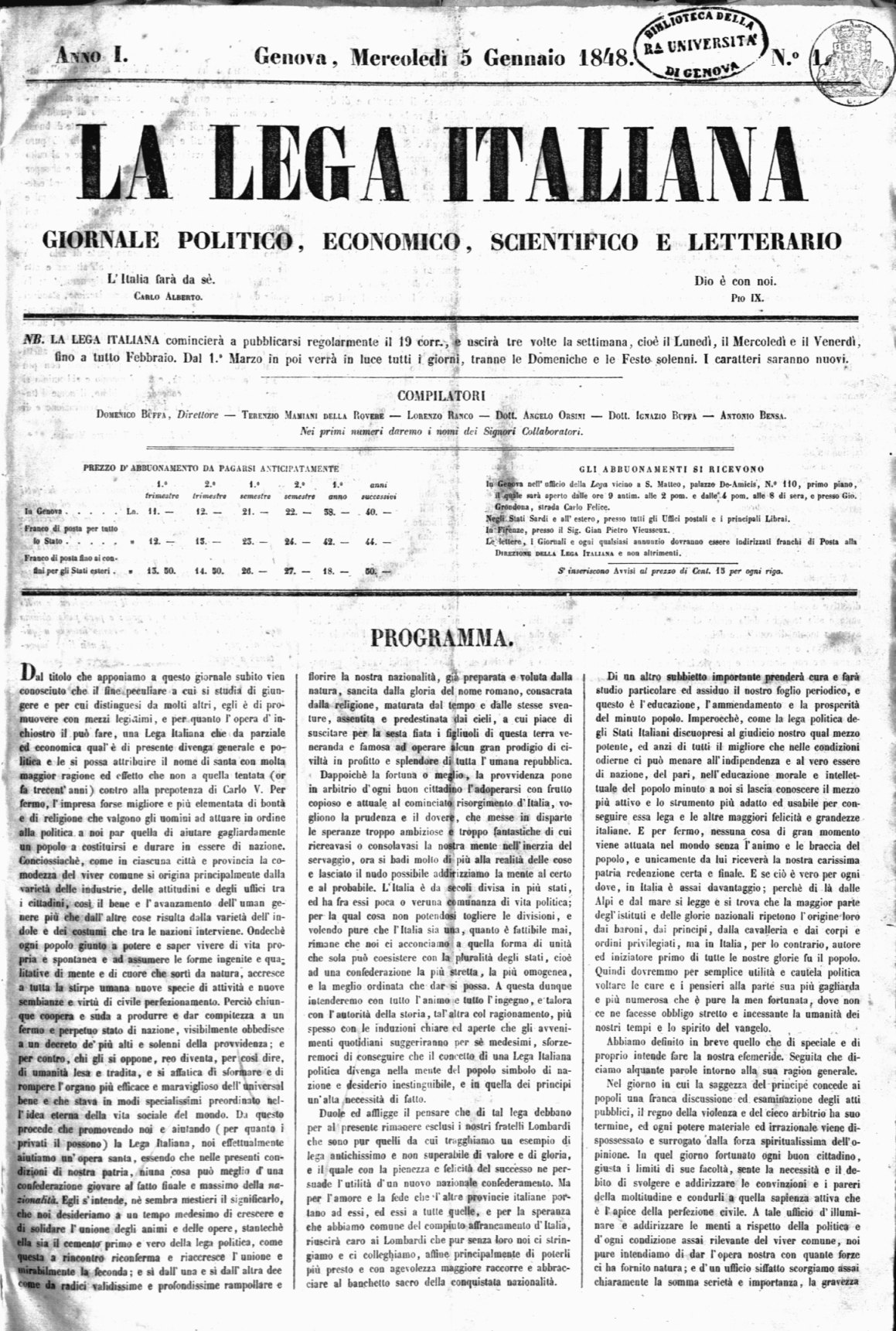
La Lega Italiana

Terenzio Mamiani della Rovere (* 18. September 1799 in Pesaro; † 21. Mai 1885 in Rom) war ein italienischer Philosoph, Politiker, Diplomat, Schriftsteller, Poet und Freiheitskämpfer. Als letzter Graf von Sant’Angelo in Lizzola gilt er als einer der großen Repräsentanten des Risorgimento. Terenzio Mamiani entstammt einer Familie aus Parma, die 1584 vom Herzog von Urbino in den Grafenstand erhoben wurde.

## Politische Laufbahn
Ab 1827 war Mamiani Mitarbeiter einer Zeitschrift in Florenz und ging dann nach Bologna. Als die Stadt Bologna 1831 gegen die päpstliche Restauration erfolgreich rebellierte – die Österreicher mussten ihre Garnison verlassen – wurde Mamiani Innenminister der kurzlebigen Provisorischen Regierung der Vereinigten Provinzen Italiens. Mamiani musste vor den Österreichern nach Paris fliehen. Dort hatte der Flüchtling fünfzehn Jahre Zeit für die Niederschrift eines Teils seines umfänglichen philosophischen Werkes. Mamiani schrieb in Paris auch Gedichte. Auf Grund der Amnestie Pius IX. vom 17. Juli 1846 konnte Mamiani 1847 nach Italien zurückkehren.
Als einer der Gründer der Zeitung La Lega Italiana (siehe Abbildung rechts) forcierte er 1847 in Genua die programmatische Arbeit für die Unabhängigkeit Italiens – Stichwort: Italienische Unabhängigkeitskriege.
Mamiani wurde am 4. Mai 1848 von Pius IX. zum Innenminister und Ministerpräsidenten des Kirchenstaates ernannt. Nach Querelen trat Mamiani schon am 2. August zurück und ging nach Turin, wo er mit Gioberti einen Kongress zwecks Errichtung einer italienischen Konföderation leitete. Er kam aber nach Rom zurück, nachdem der Ministerpräsident des Kirchenstaates Pellegrino Rossi am 15. November einem Attentat zum Opfer gefallen war, und übernahm bis zum 23. Dezember 1848 das Amt des Außenministers.
Anfang 1849 wurde Mamiani in die Verfassunggebende Versammlung der neuen Römischen Republik gewählt. Doch nach der Niederschlagung der republikanischen Bestrebungen durch eine katholische Allianz musste er den Kirchenstaat auf Beschluss des Kardinalskollegiums im Sommer 1849 verlassen. Er ging wieder nach Genua und wurde 1855 Bürger des Königreichs Sardinien. Hier wurde er 1856 ins Parlament gewählt und stieg in der letzten Regierung Cavour (Januar 1860 – März 1861) zum Bildungsminister auf.
Im Königreich Italien war er bis 1867 als Diplomat tätig, unter anderem 1861–63 und 1866 als Gesandter in Griechenland und 1865 in Bern. Ab 1864 war er außerdem Senator, wurde auch Vizepräsident des Senats und nahm andere hohe Ämter wahr.

## Akademische Laufbahn
Mamiani lehrte 1827–28 Rhetorik an der Militärakademie Turin. Von 1857 bis 1860 und ab 1871 war er Professor für Geschichtsphilosophie an den Universitäten Turin bzw. Rom. Unter anderen bemühte sich um eine Vermittlung zwischen den Kontrahenten moderne Wissenschaft und Katholische Kirche.
Philosophisch wurde Mamiani zunächst von Pasquale Galluppi beeinflusst und entwickelte dann im Anschluss an Rosminis und Giobertis Ansichten einen Platonismus, mit dem er transzendente Elemente in das laizistische Klima des neugegründeten italienischen Nationalstaates einzubringen versuchte. Er gründete 1855 in Genua die „Accademia di filosofia italica“ und 1870 die Zeitschrift „La filosofia delle scuole italiane“, die er bis zu seinem Tode herausgab.

## Werke (Auswahl)
- Inni Sacri. Napoli, dai Torchi del Tramater, 1833. Everat, Paris 1832. 82 Seiten
- Del rinnovamento della filosofia antica italiana, Paris 1834
- Dell' ontologia e del metodo, 1841, zweite, verbesserte und erweiterte Auflage Florenz 1843
- Dialoghi di Scienza Prima. Raccolti e publicati da Terenzio Mamiani. Vol.I. Libreria Europea, Paris 1846. 639 Seiten
- Parnaso Italiano, Poeti Italiani Dell’eta Media, Ossia Scelta E Saggi Di Poesie, Dai Tempi Di Boccacio Al Cadere del Secolo XVIII. Baudry, Paris 1848. 636 Seiten
- Scritti politici.  Felice le Monnier, Florenz 1853. 547 Seiten
- Confessioni di un metafisico, 1865
- Teoria della religione e dello stato, 1868
- Le meditazioni cartesiane. Rinnovate nel secolo XIX. Successori Le Monnier, Florenz 1869. 387 Seiten
- Compendio e sintesi della propria filosofia, 1876 (Mitherausgeber)
- Poeti dellʼ età media. Eine Schrift über das Papsttum[3]

## Ehrungen
- Ritterorden der hl. Mauritius und Lazarus
- Zivilverdienstorden von Savoyen
- Orden der Krone von Italien
- Griechenland: Erlöser-Orden
- Mexikanischer Ritterorden: Ordine Imperiale di Nostra Signora di Guadalupe